# Benbecula
Benbecula (/bɛnˈbɛkjᵿlə/; em gaélico escocês:  Beinn nam Fadhla, or Beinn na Faoghla pronunciado [peɲəˈvɤːlˠ̪ə]) é uma ilha das Hébridas Exteriores, na Escócia. É administrada pelo Comhairle nan Eilean Siar do Conselho das Western Islands.
A ilha Benbecula tem cerca de 12 km de oeste para leste e uma distância similar de norte para sul. Situa-se entre as ilhas North Uist e South Uist, com as quais está ligada por estrada em calçada elevada. Do seu aeroporto saem voos para Glasgow, Stornoway, Inverness e Barra. Não há ferrys que levem diretamente de Benbecula ao resto da Escócia.
A principal localidade em Benbecula é Balivanich (gaélico escocês: Baile a'Mhanaich) a noroeste, que é o centro administrativo das três ilhas que formam o grupo, e sede do aeroporto e do banco.
Outra povoação importante na ilha é Craigstrome, perto do ponto mais alto da mesma, Ruabhal, na metade oriental de Benbecula a 124 metros de altitude. Em contraste com a zona cultivada ocidental, na zona oriental há muitos lagos e riachos.
A vila de Lionacleit goza também de importância, por ser a sede da principal escola secundária das ilhas, e por contar com um centro desportivo, um pequeno museu e uma biblioteca.